# Collegio Arquà
Il Collegio Arquà, in passato anche noto come Collegio di Santa Caterina, è un'istituzione fondata nel 1385 il cui obiettivo è fornire sostegno agli studenti meritevoli e meno abbienti dell'Ateneo patavino. 
Un collegio universitario a tutti gli effetti fino al 1771, oggi l'istituzione offre borse di studio agli studenti delle discipline mediche e scientifiche dell'Università di Padova.

## Storia
L'origine del collegio risale al testamento del medico padovano Jacopo d'Arquà, redatto nel 1385 a Buda, dove egli si trovava in qualità di medico dei sovrani d'Ungheria. Nel testamento, Jacopo d'Arquà indicò due commissari, i veneziani Pietro Bragadin e Francesco de Mezzo, come suoi esecutori testamentari con l'auspicio che questi fondassero un collegio universitario destinato ad accogliere studenti di medicina di ogni nazione, fuorché padovana.
Dopo la morte di Jacopo d'Arquà nel 1394, Bragadin e De Mezzo completarono la costruzione del collegio. L'edificio sorgeva di fronte alla chiesa di Santa Caterina, cosa che fece si che fosse conosciuto anche come Collegio di Santa Caterina. Dopo Bragadin e De Mezzo, l'amministrazione passò ai loro successori, appartenenti fino al XVIII secolo a famiglie veneziane, l'ultima delle quali furono i Molin, i cui discendenti dirigono la fondazione ancora oggi. 
Oltre a fornire alloggio agli studenti, il collegio ospitava anche lezioni, come quelle di anatomia, tenute nel XVI secolo dai celebri professori di medicina Ercole Sassonia e Niccolò Buccella. In quel periodo il collegio ospitò come studente Santorio Santorio, probabilmente il più noto studente che l'istituzione ospiterà nel corso della sua storia. 
Attivo come collegio fino al 1771, quando i suoi studenti furono aggregati al Collegio San Marco, l’istituzione proseguì come fondazione dopo la caduta della Repubblica di Venezia, offrendo borse di studio agli studenti delle discipline mediche e scientifiche dell'Università di Padova. Questa attività continua ancora oggi.
Nel corso del novecento, il nome Collegio Santa Caterina è stato ripreso da un collegio universitario femminile gestito da quella che è oggi la fondazione IRPEA. Esso ha occupato fino al 2020 gli spazi alla destra della Chiesa di Santa Caterina, di fronte alla sede storica del Collegio Arquà. Fin dal 1854, questi avevano fatto parte del Conservatorio di Santa Caterina, un'istituzione che dal 1815 provvedeva all'«educazione di fanciulle abbandonate».